# Psychotria limba
Psychotria limba là một loài thực vật có hoa trong họ Thiến thảo. Loài này được Scott-Elliot miêu tả khoa học đầu tiên năm 1894.